# 鹿児島県道421号布計山野線
鹿児島県道421号布計山野線（かごしまけんどう421ごう ふけいやまのせん）は、鹿児島県伊佐市を通る一般県道である。

## 概要
路線名は布計山野線だが起点の地名は「布計」ではなく「山野」である。

### 路線データ
- 起点：鹿児島県伊佐市大口山野（熊本県道・鹿児島県道15号人吉水俣線）
- 終点：鹿児島県伊佐市大口山野（国道268号交点）

## 地理

### 通過する自治体
- 伊佐市

### 交差する道路
| 交差する道路                       | 交差する場所 | 交差する場所 |
| ---------------------------------- | ------------ | ------------ |
| 熊本県道・鹿児島県道15号人吉水俣線 | 大口山野     | 起点         |
| 国道268号                          | 大口山野     | 終点         |

### 沿線
- 伊佐市立山野小学校